# Allora
Allora – miasto w Australii, w stanie Queensland.